# Port Klang

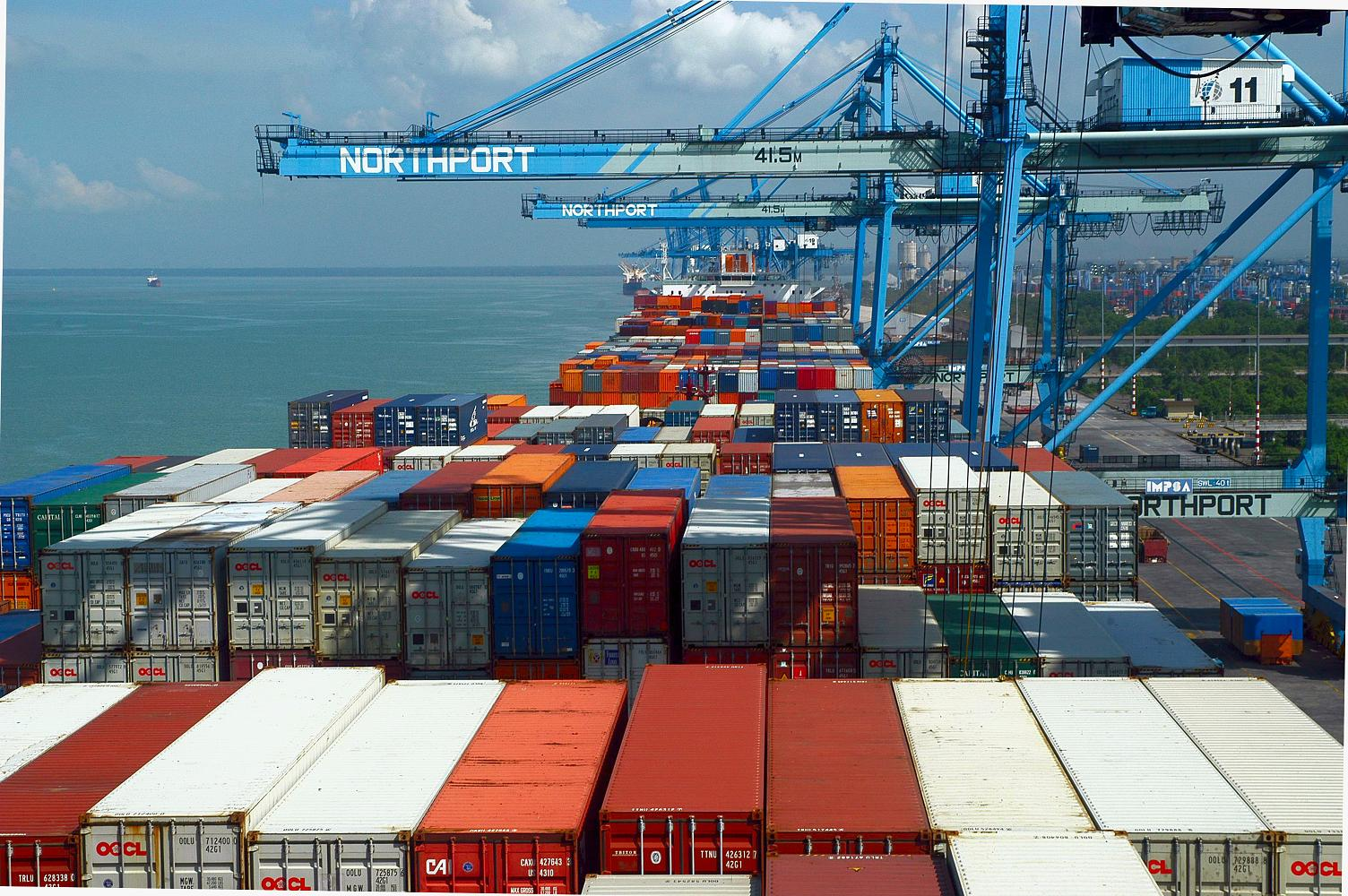
Containerverladung am Northport

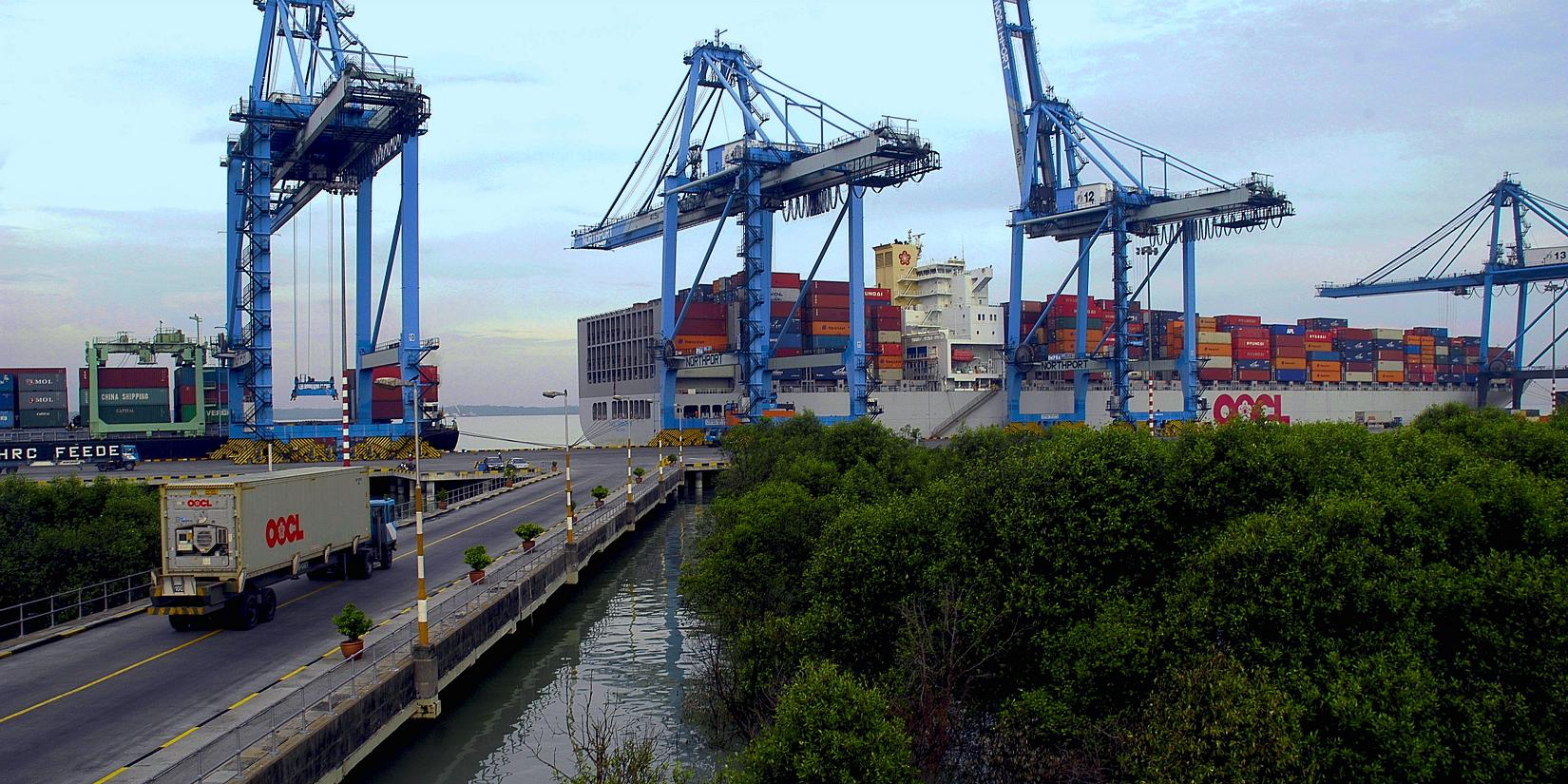
Zufahrt zum Northport

Port Klang, auch Port Kelang, malaiisch Pelabuhan Klang, bis 1972 Port Swettenham, ist eine Kleinstadt und der größte Seehafen in Malaysia. Port Klang liegt an der Straße von Malakka nahe der Stadt Klang im Distrikt Klang, der zum Bundesstaat Selangor gehört.

## Hafen
Der Seehafen besteht seit 1901 und ist seitdem der größte des Landes. Er wird seit dem 1. Juli 1963 durch die Port Klang Authority (eine Behörde) verwaltet, die auch die anderen drei Häfen des Distriktes betreibt (North Port, South Port und West Port). Im Distrikt existierte zuerst der South Port, der bis dahin der Eisenbahnverwaltung (Malayan Railway Administration) unterstellt war.
Derzeit befinden sich der West Port und der North Port im Privatisierungsprozess. West Port wird von Kelang Multi Terminal (KMT) und der North Port von Northport Malaysia verwaltet. Nach Warenumsatz steht der Hafen an 13. Stelle weltweit.

## Ort
Das Gemeindegebiet hat 573 km² und 42.000 Einwohner.